# Cupa ATP 2022
Cupa ATP 2022 a fost a treia ediție a Cupei ATP, un turneu de tenis internațional jucat pe terenuri cu suprafață dură, în aer liber, organizat de Asociația Profesioniștilor din Tenis (ATP). S-a desfășurat cu 16 echipe, la Ken Rosewall Arena și Sydney Super Dome din Sydney, în perioada 1-9 ianuarie 2022.
Canada a câștigat turneul, învingând Spania cu 2–0 în finală.

## Participanți
Cincisprezece țări s-au calificat pe baza poziției ocupate în clasamentul mondial din 29 noiembrie 2021 de cel mai bun jucător al fiecărei țări. Țara gazdă, Australia, a primit un wild card.
Elveția a fost retrasă ca țară calificată după ce Roger Federer, clasat pe locul 16, s-a retras de la eveniment din cauza recuperării după o accidentare la genunchi. Jucătorul de pe poziția 6 mondială, Rafael Nadal, s-a retras de asemenea, însă Spania s-a calificat cu următorul cel mai bun jucător de simplu. 
Austria s-a calificat inițial cu numărul 15 mondial, Dominic Thiem. Cu toate acestea, odată cu retragerea lui Thiem și incapacitatea lui Dennis Novak de a călători în Australia pe 29 decembrie, echipa a fost retrasă din competiție, deoarece regulile Cupei ATP prevăd că cel puțin un jucător din fiecare țară trebuie să fie clasat în top-250 și nici unul din următorii trei jucători austriaci nu îndeplinește această condiție. Austria a fost înlocuită cu Franța.
Numărul 1 mondial, sârbul Novak Djokovic, s-a retras la 29 decembrie 2021, dar Serbia a rămas la Cupa ATP, deoarece următorul său cel mai bine clasat jucător, Dušan Lajović, a îndeplinit criteriile de înscriere. Rusia urma să fie reprezentată de Andrei Rubliov și Aslan Karațev, dar ambii s-au retras la 29 decembrie 2021.
| #       | Țară                       | Jucător nr.1          | Poz | Jucător nr.2         | Poz | Jucător nr.3            | Jucător nr.4         | Jucător nr.5       |
| ------- | -------------------------- | --------------------- | --- | -------------------- | --- | ----------------------- | -------------------- | ------------------ |
| 1       | Serbia                     | Dušan Lajović         | 33  | Filip Krajinović     | 42  | Nikola Ćaćić            | Matej Sabanov        |                    |
| 2       | Rusia                      | Daniil Medvedev       | 2   | Roman Safiullin      | 167 | Evgeny Karlovskiy       |                      |                    |
| 3       | Germania                   | Alexander Zverev      | 3   | Jan-Lennard Struff   | 51  | Yannick Hanfmann        | Kevin Krawietz       | Tim Pütz           |
| 4       | Grecia                     | Stefanos Tsitsipas    | 4   | Michail Pervolarakis | 399 | Petros Tsitsipas        | Markos Kalovelonis   | Aristotelis Thanos |
| 5       | Italia                     | Matteo Berrettini     | 7   | Jannik Sinner        | 10  | Lorenzo Sonego          | Simone Bolelli       | Fabio Fognini      |
| 6       | Norvegia                   | Casper Ruud           | 8   | Viktor Durasovic     | 345 | Lukas Hellum Lilleengen | Leyton Rivera        | Andreja Petrovic   |
| 7       | Polonia                    | Hubert Hurkacz        | 9   | Kamil Majchrzak      | 117 | Kacper Żuk              | Jan Zieliński        | Szymon Walków      |
| 8       | Canada                     | Félix Auger-Aliassime | 11  | Denis Shapovalov     | 14  | Brayden Schnur          | Steven Diez          |                    |
| 9       | Marea Britanie             | Cameron Norrie        | 12  | Dan Evans            | 25  | Liam Broady             | Joe Salisbury        | Jamie Murray       |
| 10      | Argentina                  | Diego Schwartzman     | 13  | Federico Delbonis    | 44  | Federico Coria          | Máximo González      | Andrés Molteni     |
| 11      | Chile                      | Cristian Garín        | 17  | Alejandro Tabilo     | 139 | Tomas Barrios Vera      |                      |                    |
| 12      | Spania                     | Roberto Bautista Agut | 19  | Pablo Carreño Busta  | 20  | Albert Ramos Viñolas    | A. Davidovich Fokina | Pedro Martínez     |
| 13      | Georgia                    | Nikoloz Basilashvili  | 22  | Aleksandre Metreveli | 571 | Aleksandre Bakshi       | Zura Tkemaladze      | Saba Purtseladze   |
| 14      | Statele Unite ale Americii | Taylor Fritz          | 23  | John Isner           | 24  | Brandon Nakashima       | Rajeev Ram           |                    |
| 15 (WC) | Australia                  | Alex de Minaur        | 34  | James Duckworth      | 49  | Max Purcell             | John Peers           | Luke Saville       |
| 16      | Franța                     | Ugo Humbert           | 35  | Arthur Rinderknech   | 58  | Édouard Roger-Vasselin  | Fabrice Martin       |                    |

- Clasamentul la 27 decembrie 2021.

## Etapa grupelor

### Grupa A
| Poz. | Țară     | Întâlniri | Meciuri | Seturi | Seturi % | Jocuri | Jocuri % |
| ---- | -------- | --------- | ------- | ------ | -------- | ------ | -------- |
| 1    | Spania   | 3–0       | 8–1     | 17–3   | 85,0%    | 107–71 | 60,1%    |
| 2    | Chile    | 2–1       | 4–5     | 10–12  | 45,5%    | 86–88  | 49,4%    |
| 3    | Serbia   | 1–2       | 4–5     | 9–12   | 42,9%    | 85–88  | 49,1%    |
| 4    | Norvegia | 0–3       | 2–7     | 5–14   | 26.3%    | 75–106 | 41,4%    |

### Grupa B
| Poz. | Țară      | Întâlniri | Meciuri | Seturi | Seturi % | Jocuri  | Jocuri % |
| ---- | --------- | --------- | ------- | ------ | -------- | ------- | -------- |
| 1    | Rusia     | 3–0       | 7–2     | 15–8   | 65,2%    | 120–107 | 52,9%    |
| 2    | Australia | 2–1       | 4–5     | 9–12   | 42,9%    | 96–100  | 49,0%    |
| 3    | Italia    | 1–2       | 5–4     | 12–9   | 57,1%    | 105–98  | 51,7%    |
| 4    | Franța    | 0–3       | 2–7     | 8–15   | 34,8%    | 106–122 | 46,5%    |

### Grupa C
| Poz. | Țară                       | Întâlniri | Meciuri | Seturi | Seturi % | Jocuri  | Jocuri % |
| ---- | -------------------------- | --------- | ------- | ------ | -------- | ------- | -------- |
| 1    | Canada                     | 2–1       | 4–5     | 9–12   | 42,9%    | 100–108 | 48,1%    |
| 2    | Marea Britanie             | 2–1       | 5–4     | 11–9   | 55,0%    | 97–94   | 50,8%    |
| 3    | Germania                   | 1–2       | 4–5     | 10–11  | 47,6%    | 96–108  | 47,1%    |
| 4    | Statele Unite ale Americii | 1–2       | 5–4     | 12–10  | 54,5%    | 117–100 | 53,9%    |

### Grupa D
| Poz. | Țară      | Întâlniri | Meciuri | Seturi | Seturi % | Jocuri | Jocuri % |
| ---- | --------- | --------- | ------- | ------ | -------- | ------ | -------- |
| 1    | Polonia   | 3–0       | 8–1     | 17–4   | 81,0%    | 117–68 | 63,2%    |
| 2    | Argentina | 2–1       | 6–3     | 12–8   | 60,0%    | 104–77 | 57,5%    |
| 3    | Grecia    | 1–2       | 3–6     | 9–13   | 40,9%    | 70–93  | 42,9%    |
| 4    | Georgia   | 0–3       | 1–8     | 4–17   | 19,0%    | 47–100 | 32,0%    |

## Etapa eliminatorie
|  | Semifinale | Semifinale | Semifinale |        |    | Finală | Finală | Finală |  |
|  |            |            |            |        |    |        |        |        |  |
|  | 12         | Spania     | 2          |        |    |        |        |        |  |
|  | 12         | Spania     | 2          |        |    |        |        |        |  |
|  | 7          | Polonia    | 1          |        |    |        |        |        |  |
|  | 7          | Polonia    | 1          |        | 12 | Spania | 0      |        |  |
|  |            |            |            |        | 12 | Spania | 0      |        |  |
|  |            |            | 8          | Canada | 2  |        |        |        |  |
|  | 8          | Canada     | 8          | Canada | 2  | 2      |        |        |  |
|  | 8          | Canada     |            |        |    |        |        |        |  |
|  | 2          | Rusia      | 1          |        |    |        |        |        |  |

### Semifinale

#### Spania vs. Polonia
| · Spania · 2 | Ken Rosewall Arena 7 ianuarie 2022 | Ken Rosewall Arena 7 ianuarie 2022                                  | · Polonia · 1 |     |          |  |
| \| \| \| \| 1 \| 2 \| 3 \| \| \| - \| \| ------------------------------------------------------------------- \| ----- \| --- \| -------- \| \| \| 1 \| \| Pablo Carreño Busta Jan Zieliński \| 6 2 \| 6 1 \| \| \| \| 2 \| \| Roberto Bautista Agut Hubert Hurkacz \| 78 66 \| 2 6 \| 7 65 \| \| \| 3 \| \| Pedro Martínez / Albert Ramos Viñolas Szymon Walków / Jan Zieliński \| 6 4 \| 3 6 \| [6] [10] \| \| |                                    |                                                                     |               |     |          |  |
| |                                    |                                                                     | 1             | 2   | 3        |  |
| 1 | Spania · Polonia                   | Pablo Carreño Busta Jan Zieliński                                   | 6 2           | 6 1 |          |  |
| 2 | Spania · Polonia                   | Roberto Bautista Agut Hubert Hurkacz                                | 78 66         | 2 6 | 7 65     |  |
| 3 | Spania · Polonia                   | Pedro Martínez / Albert Ramos Viñolas Szymon Walków / Jan Zieliński | 6 4           | 3 6 | [6] [10] |  |

#### Canada vs. Rusia
| · Canada · 2 | Ken Rosewall Arena 8 ianuarie 2022 | Ken Rosewall Arena 8 ianuarie 2022                                        | · Rusia · 1 |     |          |  |
| \| \| \| \| 1 \| 2 \| 3 \| \| \| - \| \| ------------------------------------------------------------------------- \| --- \| --- \| -------- \| \| \| 1 \| \| Denis Șapovalov Roman Safiullin \| 6 4 \| 5 7 \| 6 4 \| \| \| 2 \| \| Félix Auger-Aliassime Daniil Medvedev \| 4 6 \| 0 6 \| \| \| \| 3 \| \| Félix Auger-Aliassime / Denis Șapovalov Daniil Medvedev / Roman Safiullin \| 4 6 \| 7 5 \| [10] [7] \| \| |                                    |                                                                           |             |     |          |  |
| |                                    |                                                                           | 1           | 2   | 3        |  |
| 1 | Canada · Rusia                     | Denis Șapovalov Roman Safiullin                                           | 6 4         | 5 7 | 6 4      |  |
| 2 | Canada · Rusia                     | Félix Auger-Aliassime Daniil Medvedev                                     | 4 6         | 0 6 |          |  |
| 3 | Canada · Rusia                     | Félix Auger-Aliassime / Denis Șapovalov Daniil Medvedev / Roman Safiullin | 4 6         | 7 5 | [10] [7] |  |

### Finală

#### Spania vs. Canada
| · Spania · 0 | Ken Rosewall Arena 9 ianuarie 2022 | Ken Rosewall Arena 9 ianuarie 2022                                                    | · Canada · 2 |     |   |              |
| \| \| \| \| 1 \| 2 \| 3 \| \| \| - \| \| ------------------------------------------------------------------------------------- \| ---- \| --- \| - \| ------------ \| \| 1 \| \| Pablo Carreño Busta Denis Shapovalov \| 4 6 \| 3 6 \| \| \| \| 2 \| \| Roberto Bautista Agut Félix Auger-Aliassime \| 63 7 \| 3 6 \| \| \| \| 3 \| \| Alejandro Davidovich Fokina / Pedro Martínez Félix Auger-Aliassime / Denis Shapovalov \| \| \| \| nu s-a jucat \| |                                    |                                                                                       |              |     |   |              |
| |                                    |                                                                                       | 1            | 2   | 3 |              |
| 1 | Spania · Canada                    | Pablo Carreño Busta Denis Shapovalov                                                  | 4 6          | 3 6 |   |              |
| 2 | Spania · Canada                    | Roberto Bautista Agut Félix Auger-Aliassime                                           | 63 7         | 3 6 |   |              |
| 3 | Spania · Canada                    | Alejandro Davidovich Fokina / Pedro Martínez Félix Auger-Aliassime / Denis Shapovalov |              |     |   | nu s-a jucat |

## Puncte ATP
| Tip    | Poz.jucătorului în clasament | Rundă      | Puncte pe victorie vs. clasamentul adversarului | Puncte pe victorie vs. clasamentul adversarului | Puncte pe victorie vs. clasamentul adversarului | Puncte pe victorie vs. clasamentul adversarului | Puncte pe victorie vs. clasamentul adversarului | Puncte pe victorie vs. clasamentul adversarului | Puncte pe victorie vs. clasamentul adversarului |
| Tip    | Poz.jucătorului în clasament | Rundă      | Nr. 1–10                                        | Nr. 11–20                                       | Nr. 21–30                                       | Nr. 31–50                                       | Nr. 51–100                                      | Nr. 101–250                                     | Nr. 251+                                        |
| ------ | ---------------------------- | ---------- | ----------------------------------------------- | ----------------------------------------------- | ----------------------------------------------- | ----------------------------------------------- | ----------------------------------------------- | ----------------------------------------------- | ----------------------------------------------- |
| Simplu | Nr. 1–250                    | Finală     | 280                                             | 220                                             | 140                                             | 100                                             | 90                                              | 60                                              | 40                                              |
| Simplu | Nr. 1–250                    | Semifinale | 200                                             | 160                                             | 120                                             | 90                                              | 60                                              | 40                                              | 30                                              |
| Simplu | Nr. 1–250                    | Grupe      | 90                                              | 80                                              | 60                                              | 45                                              | 30                                              | 25                                              | 20                                              |
| Simplu | Nr. 251+                     | Finală     | 85                                              | 85                                              | 85                                              | 85                                              | 85                                              | 55                                              | 40                                              |
| Simplu | Nr. 251+                     | Semifinale | 55                                              | 55                                              | 55                                              | 55                                              | 55                                              | 40                                              | 30                                              |
| Simplu | Nr. 251+                     | Grupe      | 30                                              | 30                                              | 30                                              | 30                                              | 30                                              | 20                                              | 15                                              |
| Dublu  | Orice                        | Finală     | 90                                              | 90                                              | 90                                              | 90                                              | 90                                              | 90                                              | 90                                              |
| Dublu  | Orice                        | Semifinale | 75                                              | 75                                              | 75                                              | 75                                              | 75                                              | 75                                              | 75                                              |
| Dublu  | Orice                        | Grupe      | 45                                              | 45                                              | 45                                              | 45                                              | 45                                              | 45                                              | 45                                              |

- Maximum 750 de puncte pentru jucătorul de simplu neînvins, 250 de puncte pentru dublu.[10]